# Azeglio
Azeglio (Asèj in piemontese) è un comune italiano di 1 233 abitanti della città metropolitana di Torino in Piemonte. Adagiato nell'estremo lembo nord-orientale del Canavese, dista ben 53 km a nord-est dal capoluogo e a soli 3 km a ovest dal Lago di Viverone, al confine con la Provincia di Biella.

## Geografia fisica
Situato in una zona pianeggiante nell'estremo lembo nord-orientale del Canavese (eporediense), confina ad ovest (cantone Boscarina più Cascine Viassa, Sirio e Specura) con Regione Bancassa (il "Maresco") di Anzasco di Piverone, una zona paludosa che non consente edificazioni. Da Azeglio centro storico (verso Cantone Calcinaria), confina a sud verso il comune di Settimo Rottaro. Ad ovest invece, sono presenti le Cascine Piane, Castellazzo e Pobbietta, dove, da quest'ultima, si accede alla decentrata frazione Pobbia, a sua volta confinante con Albiano d'Ivrea. A nord si accede alla SSP 228 del Lago di Viverone, confinante col comune di Piverone, da dove si accede alla parte sud-orientale della collina della Serra d'Ivrea.

## Origini del nome
Lo studioso Giandomenico Serra sostenne che l'etimologia del toponimo derivasse da in agellis, ovvero "nei campicelli", ipotesi che risale a tracce evidenti di centuriazione romana. Altri, più aderenti alla tradizione, ritengono che il nome derivi da asylum, una particolare colonia penitenziaria risalente agli antichi romani.

## Storia
Ritrovamenti di selci lavorate e di anelli da ormeggio di bronzo attestano la sua origine come abitato formato da palafitte preistoriche, così come i vicini Piverone e Viverone; tali siti, dal 2011 sono nell'elenco del patrimonio dell'umanità dell'UNESCO.
La prima testimonianza scritta risale al 999, costituita da un diploma di Ottone III. Un documento del 1044 invece, attesta che la zona era sotto la giurisdizione del vescovo d'Ivrea. Essendo posta sul confine di due zone d'influenza, Vercelli e Ivrea, il paese assunse un'importante funzione di blocco militare.
Nel XIV secolo, Azeglio vide l'avvicendarsi di varie signorie, tra cui i Valperga di Masino e i marchesi di Ponzone. Vercelli, per rinforzare la propria influenza, spostò l'antico centro e il Castello da località Villa in nuovo sito, denominato poi "Borgo Franco", fortificando così Azeglio dai passaggi occidentali verso il Lago di Viverone; tuttavia, fu inutile. Come accadde per Viverone, Roppolo e altri paesi circostanti, nel 1392 fu assoggettato al Monferrato attraverso le conquiste del mercenario Facino Cane. Il paese fu liberato soltanto qualche anno dopo, grazie alle truppe sabaude del maresciallo Bonifacio di Challant.
Successivamente, la storia azegliese si legò alla monarchia sabauda e ai soli marchesi di Ponzone, fra alterne vicende, i quali tramandarono i loro diritti sul feudo, allorquando le figlie di Giacinto ed Aleramo Ponzone si imparentarono rispettivamente con i Tapparelli (o - anticamente - Taparelli), già di Lagnasco e Saluzzo (CN) ed il conte D'Harcourt di Fiano T.se, che ebbero titolo marchionale sul territorio azegliese a circa metà del XVIII secolo e adibirono il Castello a loro residenza estiva.

Dai Tapparelli di Lagnasco ebbero discendenza i fratelli Luigi, Roberto e Massimo Tapparelli d'Azeglio, quest'ultimo però nato a Torino, noto per esser stato un politico coadiutore del Risorgimento, presidente del Real Consiglio di Sardegna dal 1849 al 1852; il paese gli dedicò un mezzobusto nella piazza comunale.

## Monumenti e luoghi d'interesse

### Architetture religiose
- immediatamente sotto il Castello, la Chiesa di San Martino (dedicata successivamente anche a San Deodato), progettata nel 1784 dall'architetto Filippo Castelli, su una già preesistente chiesa del solo San Martino (dei territori della Confraternita di San Giovanni) a cui venne anche dedicato l'antico nome del lago di Viverone nel IX-XII secolo. Il culto del vescovo e abate francese Deodato di Blois del VI secolo invece, vi giunse successivamente. Sebbene quest'ultimo santo venga celebrato il 24 aprile, a lui venne istituita la festa patronale del paese, il giorno 22 agosto. La parrocchia fu eretta soltanto nel 1787-1790, in stile barocco-rococò, dotandola di una grande e interessante facciata neoclassica. L'interno fu arricchito di altari e colonne di marmo; il campanile fu terminato molto più tardi.
- La Chiesetta di San Carlo[6] di Via Roma, 78 e datata 1651 (della parte più antica rimane il campanile sul retro alto 30 metri), fu già sede della precedente Confraternita di San Giovanni Battista, quindi rimaneggiata e dedicata al santo arcivescovo Borromeo.
- accedendo ai resti della Casa Forte, detta il Castellazzo, frazione decentrata a occidente, risalente all'XI-XII secolo, si è testimoni delle antiche fortificazioni che precedettero la creazione del Borgo Franco. Si conserva una gigantesca torre merlata, affiancata da un enorme edificio a pianta rettangolare: da notare l'impianto murario a spina di pesce, posto al pian terreno.
- L'Asilo infantile, ideato dallo stesso Massimo d'Azeglio. Presidente del Gabinetto del Regno Sabaudo e Ministro degli Esteri, nel firmare la pace con l'Austria ricevette 16.000 lire per diritti di cancelleria, che volle fossero impiegate per la costruzione del 2º asilo infantile del Regno d'Italia.[7]
L'asilo fu inaugurato nel 1864, e nel 1881 l'Amministrazione Comunale ne fece una Fondazione, dal 1883 sino agli inizi degli anni sessanta l'asilo fu gestito dalle suore dell'Immacolata di Ivrea. Completamente abbandonato per 30 anni è stato ristrutturato rispettando il progetto architettonico iniziale, oggi abitazione privata ed adibita anche per eventi culturali.
- Chiesa della B.V. Delle Grazie, in decentrata frazione Pobbia, eretta nel 1850 a croce greca, con campanile di 40 metri ultimato nel 1879.
- Cella di S. Maria di Fontagna, del 1250 circa, e oggi inesistente.
- Cappella di San Rocco X secolo, in decentrata località a sud detta "Porta d'Arecco".
- Chiesetta di Sant'Antonio di Monteperosio, antico ospizio per pellegrini posto sulla via romana che univa Vercelli ad Ivrea. Nonostante le numerose ristrutturazioni l'edificio conserva ancora nella parte absidale antichi affreschi. Tra le altre cappelle possiamo annoverare San Grato e San Martino.

### Architetture civili
- Nella piazza comunale è situato il mezzobusto di Massimo Tapparelli d'Azeglio, sebbene sia nato a Torino. Sul lato occidentale della medesima piazza, il Palazzo Municipale, edificato nel 1860 e dotato di ampi portici; da essi si accede alla parte antica del borgo, il Borgo Franco. All'angolo, nel 1807, a causa dell'abbattimento dell'ormai pericolante torrione trecentesco, venne riprogettata l'attuale Torre campanaria, terminata nella sua ultima parte (63 metri) soltanto nel periodo 1897-1910.

### Architetture militari
- Il Castello del Borgo Franco o, più semplicemente, il Castello; si trova nella parte occidentale, e fu eretto nel XIV secolo, ampliando le fortificazioni murarie e le merlature; la restante parte fu ancora ampliata in epoche successive, e divenne una delle residenze dei nobili Tapparelli-d'Hancourt. La facciata più recente, esposta a sud-ovest e costituita da un grandioso edificio-palazzo di color rosso-magenta, subì numerose modifiche strutturali nel corso del XIX secolo, rivestendosi diverse volte con false vesti stilistiche; per esempio i locali vennero rimodellati in stile neogotico inglese.

## Società

### Evoluzione demografica
Abitanti censiti

### Etnie e minoranze straniere
Secondo i dati Istat al 31 dicembre 2017, i cittadini stranieri residenti ad Azeglio sono 86, così suddivisi per nazionalità, elencando per le presenze più significative:
1. Romania, 70

## Cultura

### Eventi
Ad Azeglio ha luogo lo storico Carnevale, rievocazione dell'antica festa con protagonisti i personaggi storici che prendono i loro nomi dagli antichi mestieri azegliesi; il personaggio femminile, l'Ampajaura, era colei che impagliava il tlerin, ossia il cuscino; il personaggio maschile invece, il Cadregat, era colui che costruiva le sedie.
Il Carnevale è organizzato dall'Associazione Turistica Pro Loco di Azeglio, nata nel 2007 dalle spoglie della vecchia Polisportiva. La Pro Loco organizza anche altre feste, come la festa patronale, il torneo dei cantoni e la castagnata.
Oltre alla Pro Loco, ad Azeglio ha sede anche l'Artev, associazione di volontariato per il recupero, la tutela e la valorizzazione del patrimonio artistico azegliese.

## Economia
L'economia del paese è stata a lungo legata alla produzione di sedie, un'attività comune a buona parte delle famiglie del luogo, che l'alternavano ai tradizionali lavori agricoli.
Gli uomini costruivano la struttura in legno, mentre le donne impagliavano i telai utilizzando degli appositi fasci detti della lesca, classica erba di palude. Tale attività si è man mano perduta, lasciando spazio all'analoga attività industriale.

## Amministrazione
Di seguito è presentata una tabella relativa alle amministrazioni che si sono succedute in questo comune.
| Periodo        | Periodo        | Primo cittadino       | Partito                          | Carica              | Note   |
| -------------- | -------------- | --------------------- | -------------------------------- | ------------------- | ------ |
| 17 giugno 1985 | 22 giugno 1990 | Dante Fassio          | lista civica                     | Sindaco             | [ 11 ] |
| 22 giugno 1990 | 24 aprile 1995 | Pio Coda              | lista civica                     | Sindaco             | [ 11 ] |
| 24 aprile 1995 | 14 giugno 1999 | Pio Coda              | -                                | Sindaco             | [ 11 ] |
| 14 giugno 1999 | 14 giugno 2004 | Pio Coda              | lista civica                     | Sindaco             | [ 11 ] |
| 14 giugno 2004 | 8 giugno 2009  | Angiolino Santina     | lista civica                     | Sindaco             | [ 11 ] |
| 8 giugno 2009  | 6 aprile 2011  | Angiolino Santina     | lista civica                     | Sindaco             | [ 11 ] |
| 6 aprile 2011  | 7 maggio 2012  | Roberto Dosio         |                                  | Comm. straordinario | [ 11 ] |
| 7 maggio 2012  | 11 giugno 2017 | Pio Coda              | lista civica Primavera azegliese | Sindaco             | [ 11 ] |
| 11 giugno 2017 | in carica      | Sirio Emiliano Pietro | lista civica Azeglio             | Sindaco             | [ 11 ] |

## Sport
Ad Azeglio sono presenti due realtà sportive, entrambe riguardanti il settore calcistico. 
La prima a nascere è stata l'Abat-jour.

### F.C.D. Azeglio 2010
L'attuale squadra di calcio cittadina è F.C.D. Azeglio che milita nel campionato di prima categoria.
STAGIONE 2010/2011
La stagione non inizia nel modo desiderato infatti la squadra coglie solamente 8 miseri punti in tutto il girone d'andata e si trova in quart'ultima posizione. Durante il periodo invernale con l'innesto di qualche pedina importante la squadra si tira su dai bassifondi e chiude con un soddisfacente sesto posto.
STAGIONE 2011/2012
La stagione 11/12 inizia con ambizioni di salto di categoria. Ambizioni diventate realtà il 6/05/2012 quando l'Azeglio espugna per 3 a 0 il campo dello Chambave e conquista la Seconda Categoria con un turno d'anticipo. La domenica successiva, 13/05/2012, l'Azeglio battendo nel derby la Viveronese per 1 a 0 conquista anche il primato nel proprio girone.
A soli due anni dalla sua rinascita la squadra è riuscita a fare il salto di categoria imponendosi con ben 16 vittorie 5 pareggi e soltanto 1 sconfitta. Fino alla fine è stata una dura lotta e l'Azeglio si è dovuta battere contro avversari quali Foglizzese ed Introd.
STAGIONE 2012/2013
La stagione risulta esaltante, sopra le aspettative, perché se l'obiettivo iniziale era arrivare a metà classifica, la squadra al termine del campionato si classificherà seconda ad un solo punto dai vincitori dell'A.S.D. Fenusma. Questa posizione di classifica gli permette di giocarsi la sfida playoff per compiere l'ennesimo salto categoria, ma gli azegliesi perdono 2-1 contro l'A.S.D. Vallorco.
STAGIONE 2013/2014
La stagione parte male, la presidentessa onoraria Rosanna Bogatto (chiamata simpaticamente "la Pres") muore in seguito ad un malore, una settimana prima dell'inizio del campionato. I ragazzi, allenati da mister Masi (che si ispira al famigerato allenatore Mourinho), nonostante la triste perdita, partono bene e a dicembre si laureano campioni d'inverno. Rimangono in testa al campionato da gennaio ad aprile, ed alla penultima giornata si battezzano "Campioni della 2ª categoria girone F - Ivrea e Valle d'Aosta" dopo una sofferta vittoria per 1 a 0 (gol di A. Farinella su rigore allo scadere del primo tempo) contro il C.G. Sanson, squadra che si trovava seconda in classifica.
In soli 4 anni l'"F.C.D. Azeglio 2010" è riuscito a scalare la terza e la seconda categoria e ad aggiudicarsi il traguardo della 1ª categoria.
Ecco la rosa che ha composto la squadra Azeglio nel campionato 2013/2014:
- portieri: Federico Blanc, Francesco Coppo e Mauro Coppo.
- difensori: Matteo Camosso, Mattia Coppo, Alessandro Dotelli, Luca Florio, Federico Loreni, Davide Santina, Fabio Santina e Federico Sonnati.
- centrocampisti: Tiziano Corotti, Gianluca Falcone, Daniele Fracasso, Mauro Laurenzio, Roberto Mordenti, Francesco Padovan, Alessandro Pozzo, Nicola Revello, Manuel Soda.
- attaccanti: Alessio Gianotti, Alberto Farinella ed Antonio Mollo.

STAGIONE 2014/2015
La prima stagione di 1ª categoria del girone C non inizia nel migliore dei modi con le prime 4 partite di campionato perse e solo 1 gol realizzato. Mister Falcone decide di cambiare approccio alle gare e la stagione per la squadra inizia di fatto dalla 5ª giornata. Dopo diversi alti e bassi e molte difficoltà, l'Azeglio chiude con solo 18 punti nel girone d'andata. L'inizio del girone di ritorno è esaltante, 3 vittorie in 4 partite contro 3 squadre che puntano alla promozione. Dopo vittorie sudate fino all'ultimo secondo e sconfitte che potevano essere evitate, l'Azeglio calcio chiude la stagione con una meritatissima salvezza, conquistata matematicamente a 3 partite dal termine, racimolando dopo 30 partite ben 39 punti e conquistando un soddisfacente decimo posto, con 55 gol fatti e 54 reti subite.

### A.S.D Azeglio Ivrea
L'A.S.D. Azeglio Ivrea è la squadra di calcio femminile che milita nel campionato di serie D. Ha chiuso la prima stagione della sua storia (2011/2012) con un soddisfacente quarto posto, frutto di 6 vittorie, 1 pareggio e 5 sconfitte.

### Moto Club
Esiste anche un Moto Club, fondato nel 1981, attivo nella specialità dell'enduro.
Nel 1991 ad Azeglio si svolse una prova del massimo campionato italiano, con la partecipazione di tutto il paese.
Nel 2002 la squadra del Moto Club Azeglio ha conquistato il campionato italiano a squadre cadetti e un titolo italiano individuale.

## Galleria d'immagini

Un bersagliere azegliese nel 1918 (Fiorentino Tos).
Pietro Nicolotti (a sinistra) con militari azegliesi nel 1918
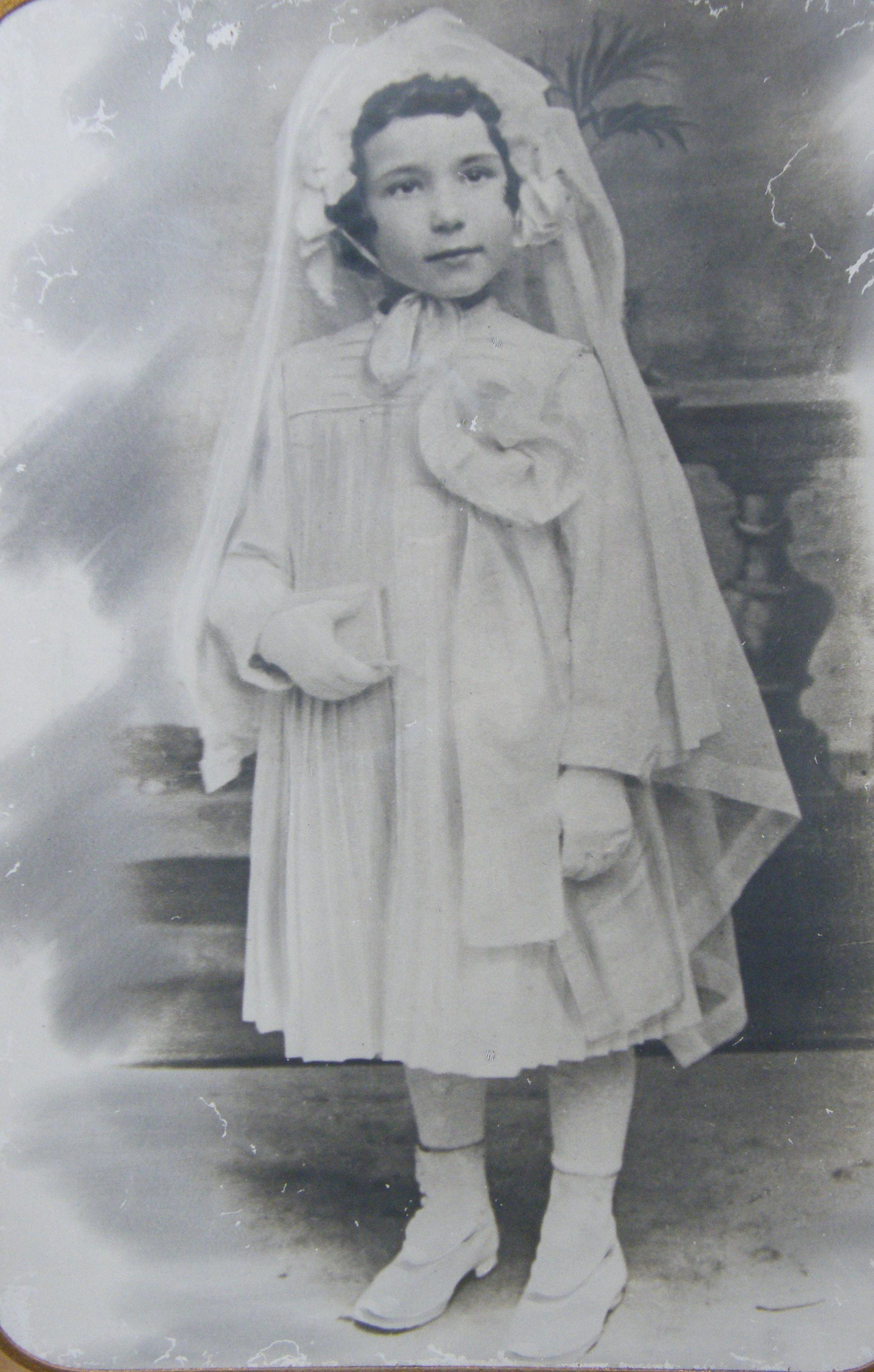
Prima Comunione di Carolina Nicolotti, Azeglio 1919
Le ragazze di Azeglio in una foto, "Ricordo di amicizia", degli anni venti.
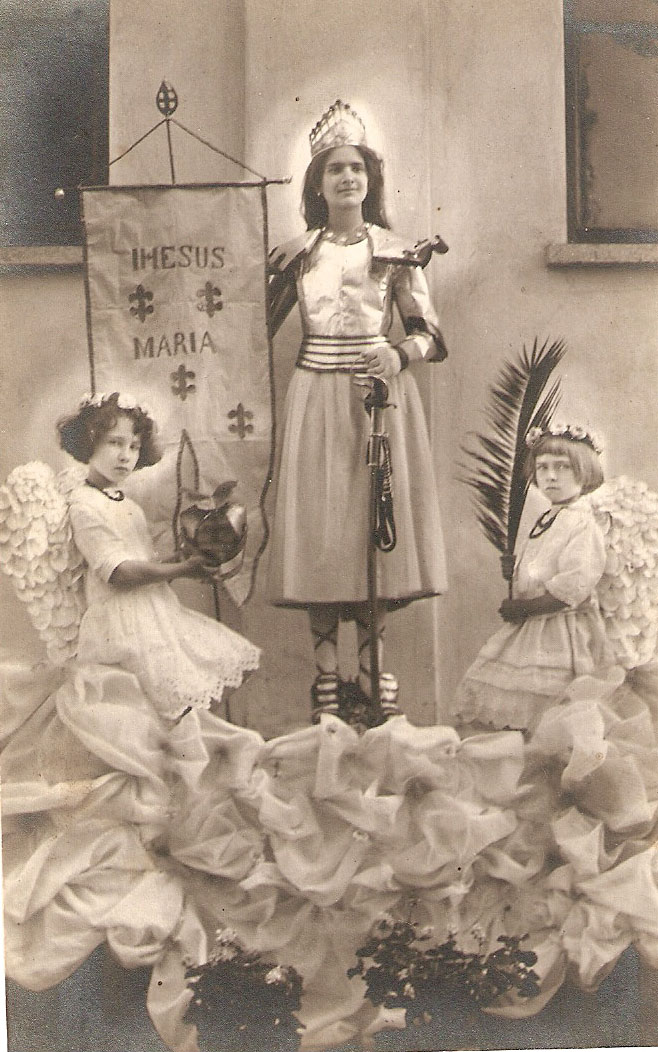
Festa religiosa in Azeglio, anni venti
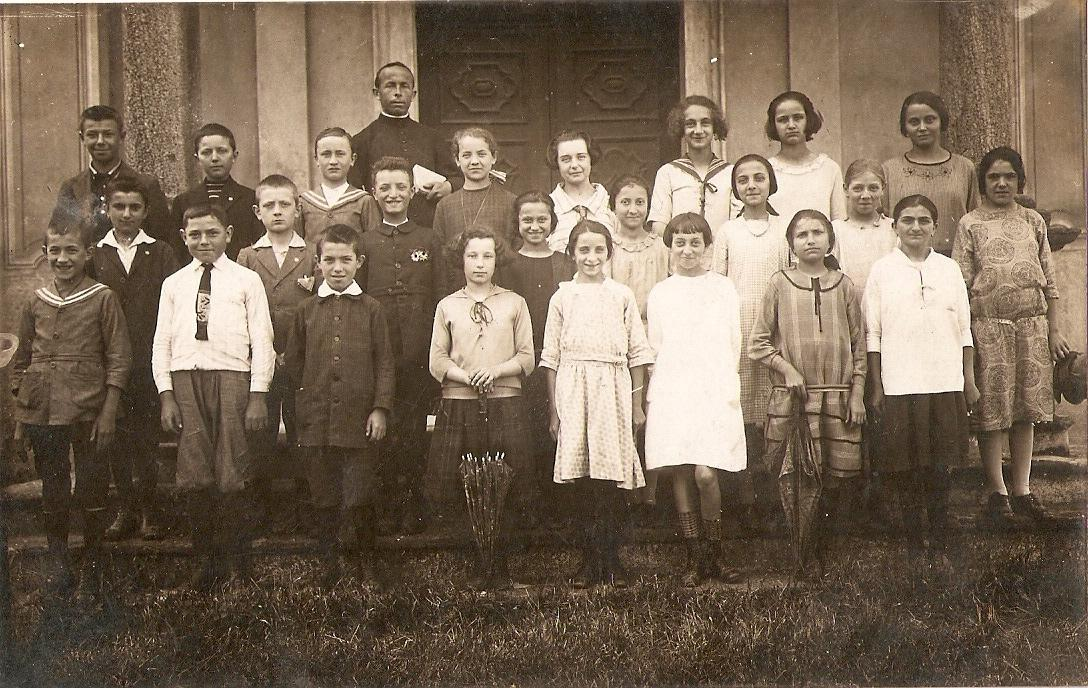
Anno scolastico 1924-25 con l'insegnante prof. G.B. Angela
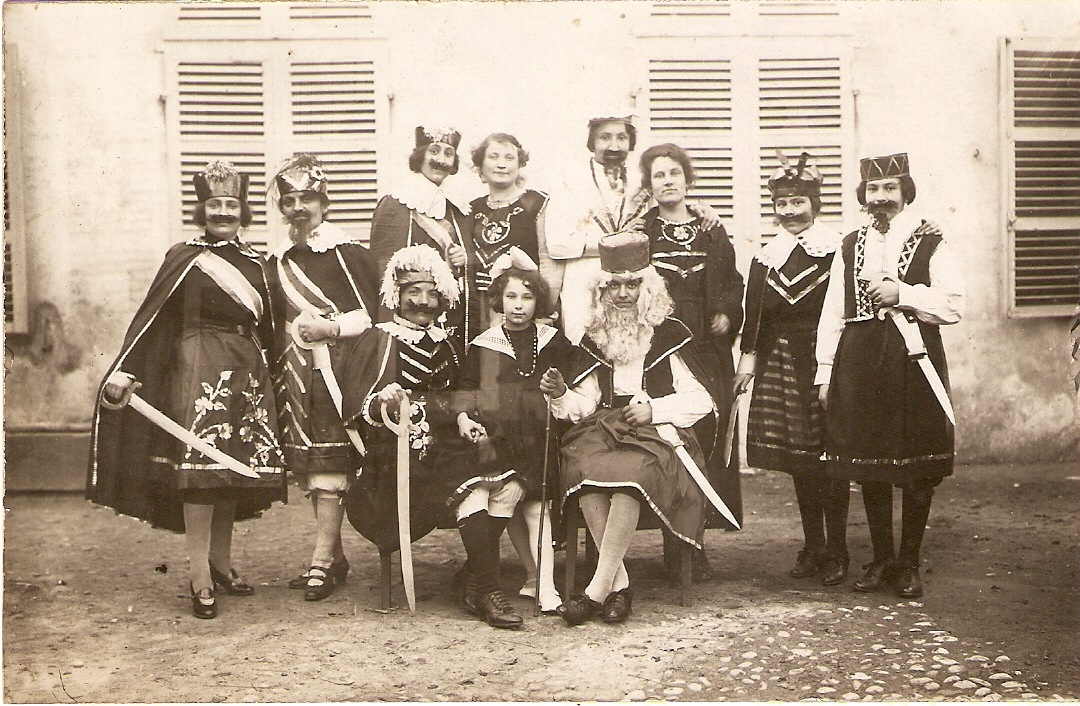
Carnevale ad Azeglio, anni venti
Carro di Carnevale, Azeglio anni venti
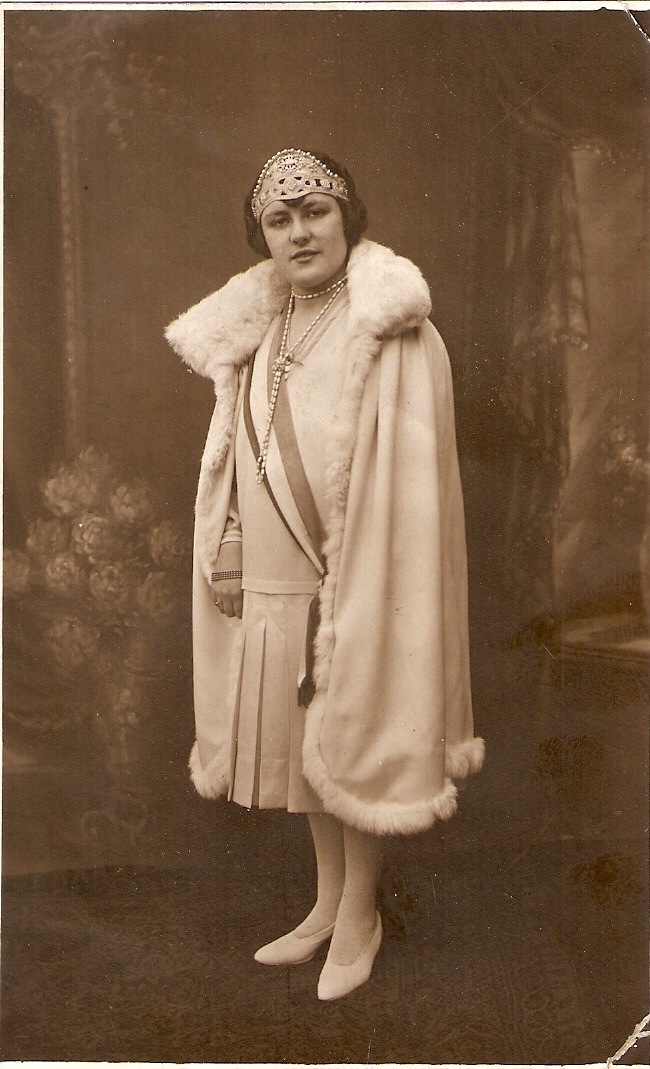
Teresa (Gina) Nicolotti (1909-2004) interpreta la mugnaia nel Carnevale di Azeglio del 1929.
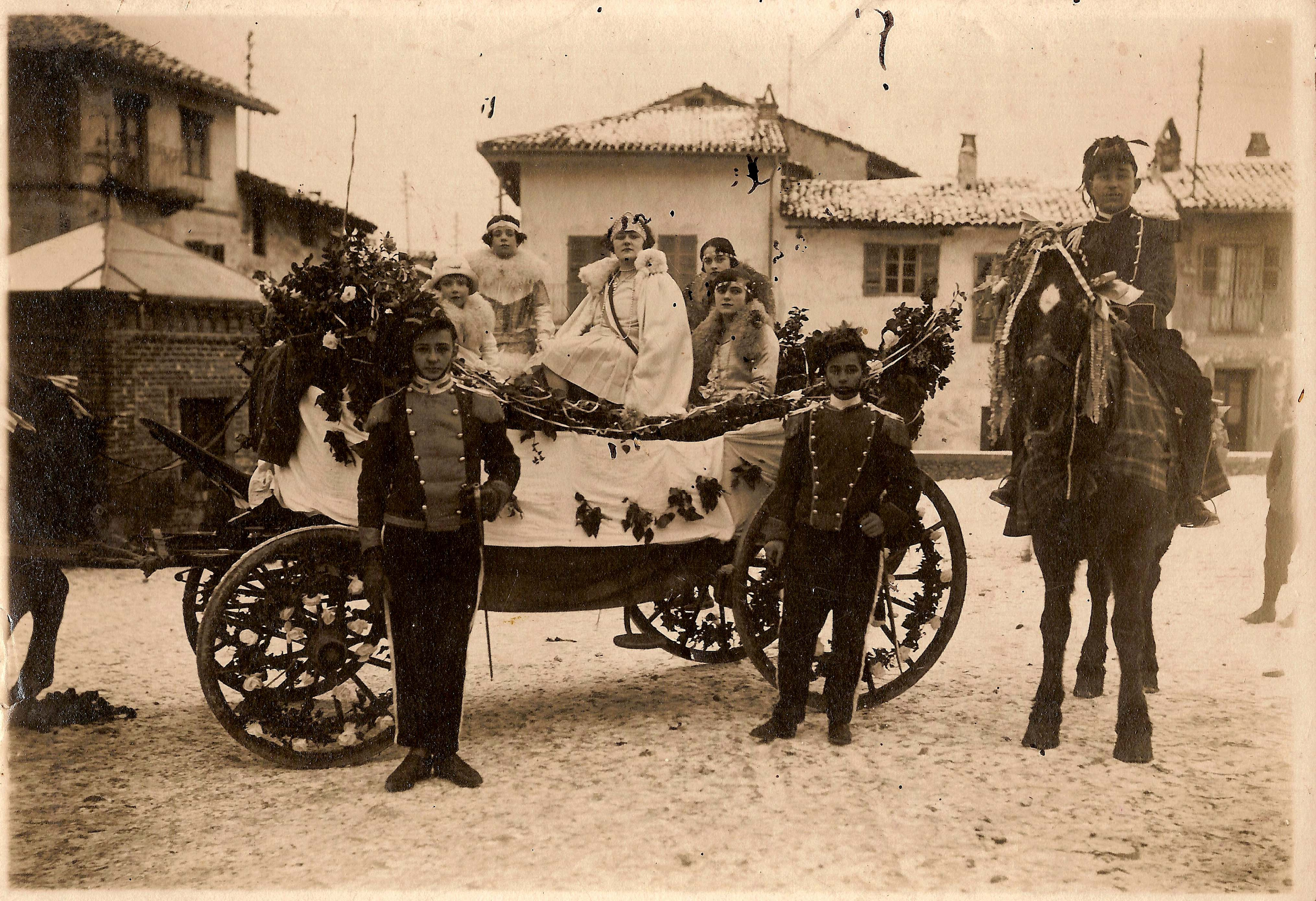
Il carro della mugnaia (Teresa Nicolotti) nella piazza di Azeglio, Carnevale del 1929.
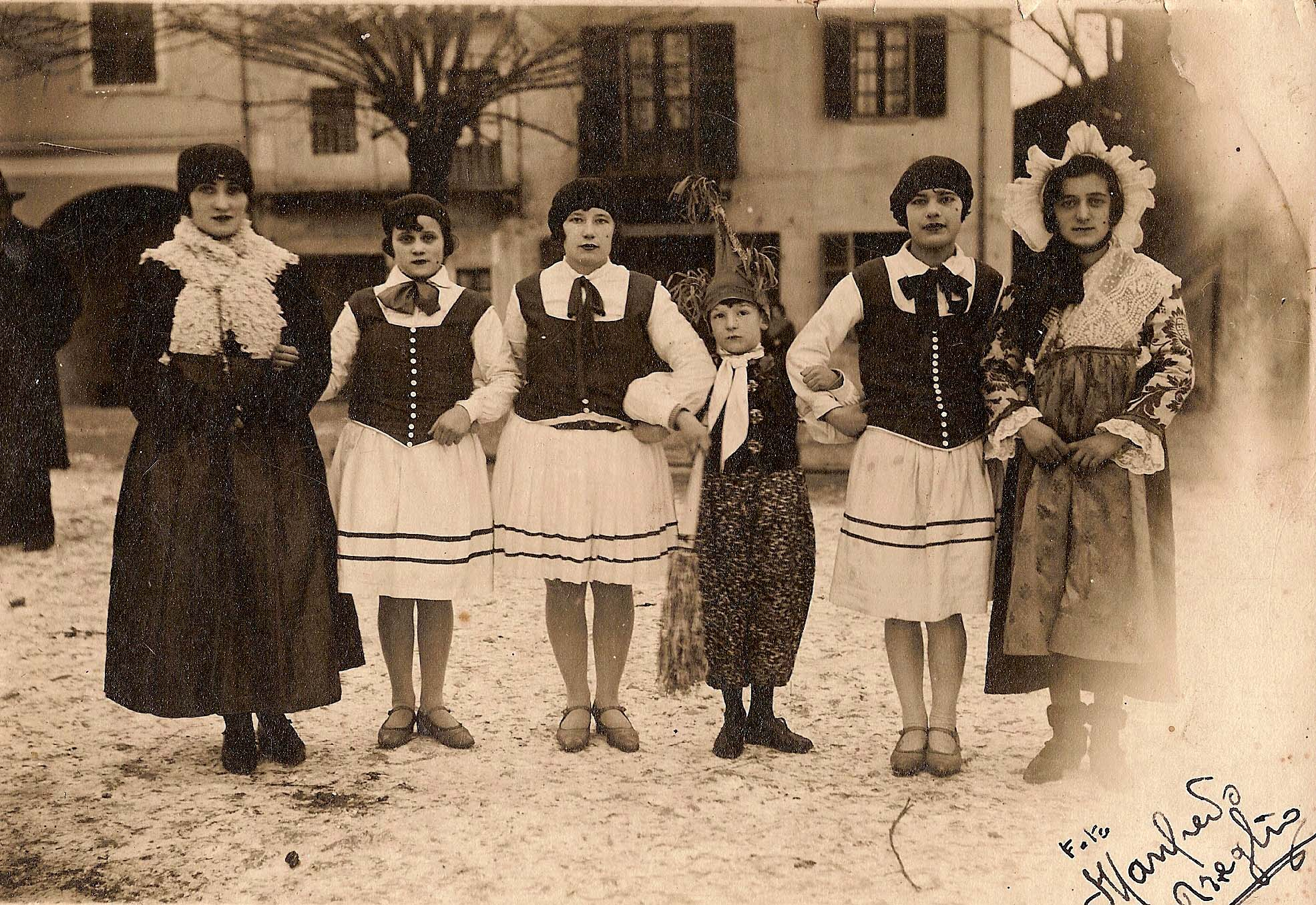
Carnevale sulla piazza di Azeglio: Carolina (Lina) Nicolotti (terza da sinistra) è la reginetta del Carnevale del 1929.
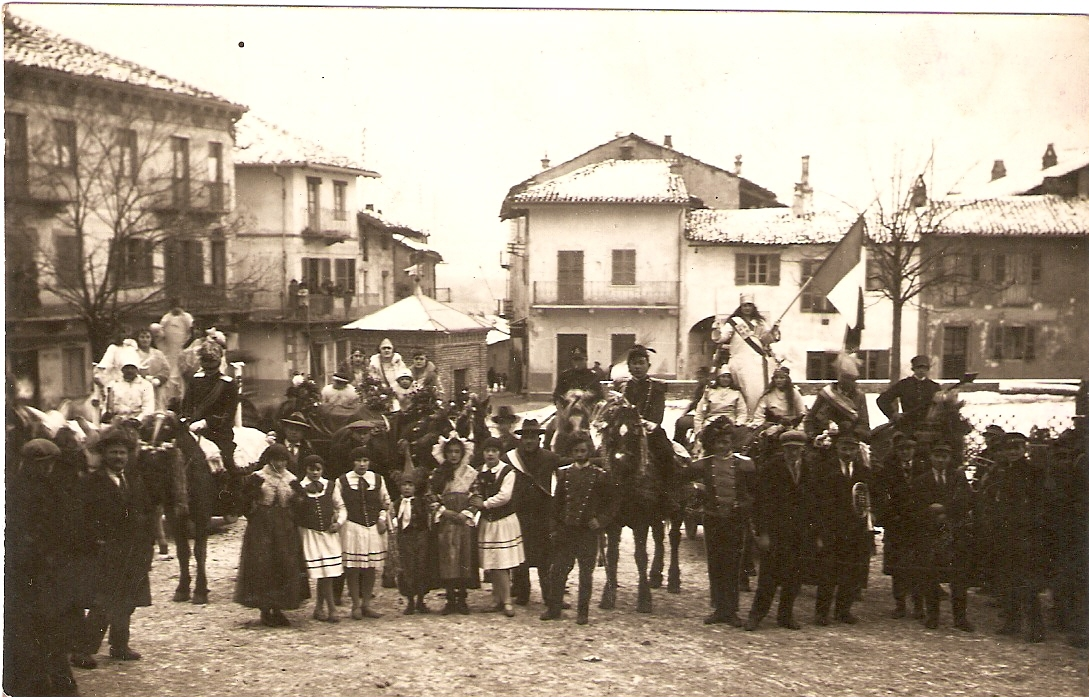
Foto ricordo del Carnevale 1929, piazza di Azeglio
Pranzo di Carnevale del 1929
Carolina Nicolotti, fotografata ad Azeglio negli anni trenta.
Sagrato della chiesa parrocchiale di Azeglio: matrimonio del 1929.
Pietro Nicolotti (cadregat) e Maria Benedetto (ampajaura): famiglia di seggiolai ad Azeglio, anni trenta.
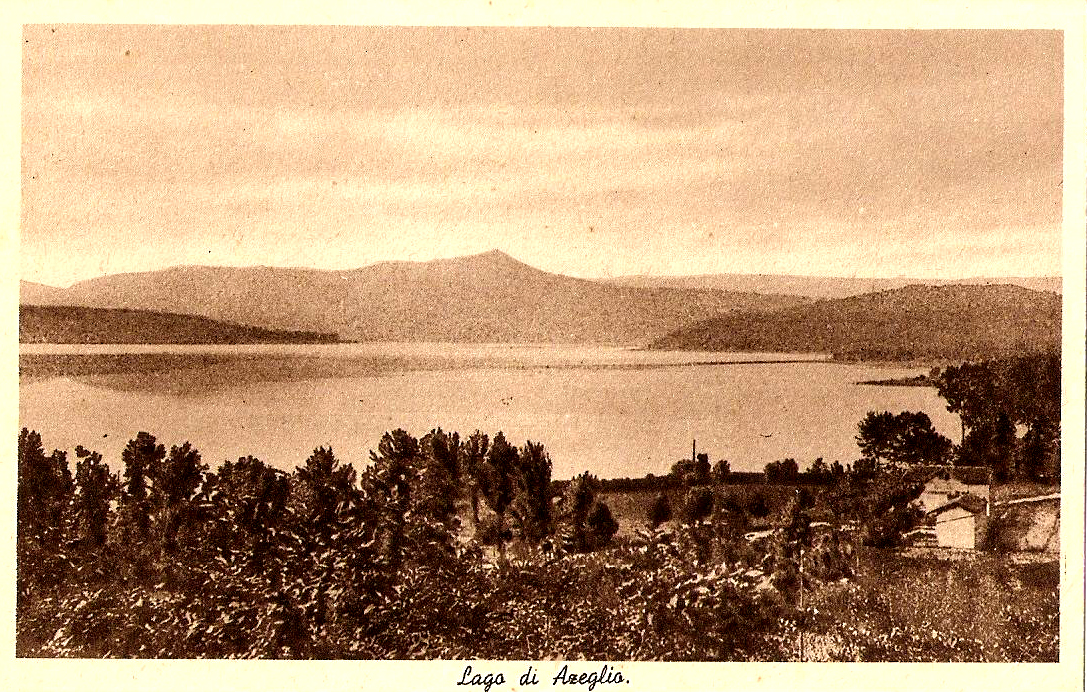
Lago di Azeglio in una fotografia degli anni '20